# Gymnázium a Jazyková škola s právem státní jazykové zkoušky Zlín
Gymnázium a Jazyková škola s právem státní jazykové zkoušky Zlín (neoficiálně Gymnázium TGM, nebo TGMko) je školské zařízení ve Zlíně, jehož zřizovatelem je Zlínský kraj. Nabízí čtyři studijní obory a v roce 2024/2025 ho navštěvuje okolo 710 studentů.

## Historie
Gymnázium bylo založeno 1. září 1993 při Střední průmyslové škole chemické ve Zlíně, v níž byly zřízeny gymnaziální třídy. Samotná střední průmyslová škola chemická zanikla 1. září 1999. V červenci 2006 byla ke gymnáziu připojena Jazyková škola s právem státní jazykové zkoušky (bývalá Státní jazyková škola Zlín), která sídlí v první etáži.
Gymnázium sídlí v jedné z budov bývalého Baťova Studijního ústavu. Budova školy byla postavena roku 1935. Iniciátorem stavby byl Jan Antonín Baťa, jehož představou byl technologický a studijní ústav, který následně získal název Studijní ústav I. Jeho hlavní funkcí mělo být rozšiřování znalostí dospělých. Stavba budovy je příkladem klasického baťovského stylu. Jedná se o pětietážovou budovu propojenou schodištěm mezi každou etáží.
V ústavu se mimo školení zaměstnanců firmy Baťa uskutečňovaly i výstavy. V první etáži byly umístěny učebny a laboratoře, které sloužily pro kurzy všeobecně vzdělávací, gumárenské, obuvnické a další. V dalších etážích se nacházely technologické učebny.
V roce 1945 si budova prošla požárem, který zapříčinila vystřelená střela. O sedm let později, tedy roku 1952 byla budova znovu otevřena a byla zde umístěna Vyšší průmyslová škola při národním podniku Svit. Zanedlouho se ale tato škola rozdělila do samostatných škol, podle svého zaměření. Jednalo se o Střední průmyslovou školu kožařskou, v jejíž budově dnes sídlí SPŠ polytechnická a centrum odborné přípravy, a Střední průmyslovou školu chemickou, dnešní budova gymnázia. Působily zde však i další učební obory.

## Studijní obory
Škola nabízí celkem čtyři studijní obory:
- Osmileté všeobecné studium – „Otevřená škola“ kód: 79-41-K/81[3]
- Čtyřleté všeobecné studium – „Škola s dobrým výhledem“ kód: 79-41-K/41[7]
- Čtyřleté sportovní příprava – „Škola s dobrým startem“ kód: 79-42-K/41[8]
- Čtyřleté tělesná výchova – „Škola v pohybu“ kód: 79-41-K/41[9]

## Ředitelé
- RNDr. Otakar Kanta[10]
- Mgr. Alena Štachová[1]
- Mgr. Přemysl Šil, MBA, BBA